# Cal Dorda
Cal Dorda, Casa de la Pia Almoina, Casa Pelegrí o Casa Mestre, és un edifici del municipi de Vilafranca del Penedès (Alt Penedès) protegit com a bé cultural d'interès local.

## Descripció
Es tracta d'una casa entre mitgeres d'origen gòtic, de planta baixa, un pis i golfes, amb barbacana i coberta de teula àrab. Hi ha un pati interior reformat i unes arcades apuntades en una de les entrades. Els elements més remarcables de la façana són el finestral gòtic i la imatge d'un pelegrí.
La finestra mereix una menció especial: decorada amb guardapols i llinda motllurada, acabada amb unes mènsules esculpides amb fesomies humanes. Inclou en el seu interior un arc conopial lobulat i, entre els caps, uns relleus amb la representació d'una cara grotesca de la boca de la qual surten branques i fullatges que s'escampen al seu voltant. L'ampit és de contorn arrodonit i els brancals motllurats amb basa. Possible iconografia de l'home-verd, tema típic de la decoració profana gòtica.

## Història
Cal Dorda, també conegut com a Cal Pelegrí o Cal Mestre, està situada sobre el recorregut històric del carrer de la Font, ja existent al segle xiii.
La casa és d'origen gòtic. El 1918 es va fer una reforma de la façana quan n'era propietària Josefa Mestre i Carbonell. El projecte, signat per Jeroni Granell i Manresa i datat el juliol de 1918, es conserva a l'arxiu de l'Ajuntament de Vilafranca del Penedès. Va ser aprovat el 24 de juliol del mateix any.